# Gleichmäßig konvexer Raum
Gleichmäßig konvexe Räume sind eine in der Mathematik betrachtete spezielle Klasse normierter Räume. Diese Räume wurden 1936 von James A. Clarkson mittels einer geometrischen Eigenschaft der Einheitskugel eingeführt. Die gleichmäßig konvexen Banachräume sind reflexiv und haben eine für die Approximationstheorie wichtige Eigenschaft.

## Motivation und Definition

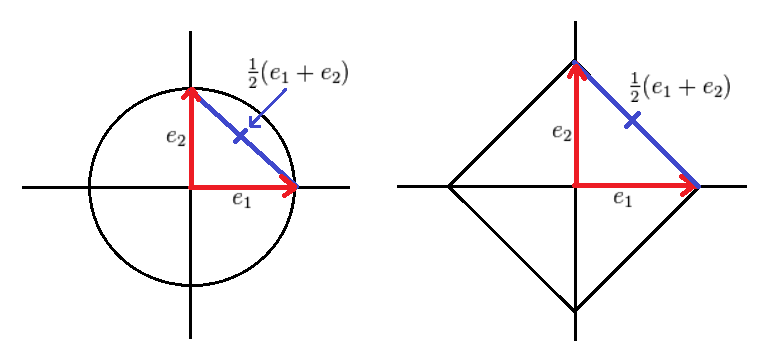
Der Mittelpunkt zwischen und liegt im Falle der euklidischen Norm im Innern, im Falle der Summennorm nicht.

Da die Einheitskugel {\displaystyle \{x\in E;\|x\|\leq 1\}} eines normierten Raums {\displaystyle E} konvex ist, liegt der Mittelpunkt {\displaystyle {\tfrac {1}{2}}(x+y)} zwischen zwei Vektoren {\displaystyle x} und {\displaystyle y} der Einheitskugel wieder in der Einheitskugel. Wir untersuchen den Abstand eines solchen Mittelpunktes vom Rand der Einheitskugel.
Betrachtet man auf dem {\displaystyle {\mathbb {R} }^{2}} die euklidische Norm, so ist die Einheitskugel der Einheitskreis in der Ebene. Bildet man den Mittelpunkt zweier Randpunkte, so liegt dieser Mittelpunkt umso weiter im Inneren des Kreises, je weiter die beiden Randpunkte voneinander entfernt sind.
Betrachtet man hingegen auf dem {\displaystyle {\mathbb {R} }^{2}} die  durch {\displaystyle \|(x,y)\|_{1}:=|x|+|y|} definierte Summennorm, so ist die Einheits-„Kugel“ ein Quadrat. Es gilt für {\displaystyle e_{1}:=(1,0)}, {\displaystyle e_{2}:=(0,1)} offenbar {\displaystyle \|e_{1}\|_{1}=1}, {\displaystyle \|e_{2}\|_{1}=1}, {\displaystyle \left\|{\tfrac {1}{2}}(e_{1}+e_{2})\right\|_{1}=1} und {\displaystyle \|e_{1}-e_{2}\|_{1}=2}. Obwohl  die beiden Randpunkte {\displaystyle e_{1}} und {\displaystyle e_{2}} sehr weit voneinander entfernt sind, liegt deren Mittelpunkt dennoch auf dem Rand der Einheitskugel.
Es ist also eine besondere geometrische Eigenschaft, dass zwei Vektoren der Einheitskugel einander nahe sein müssen, wenn deren Mittelpunkt nahe am Rand liegt. Daher definiert man:
Ein normierter Raum {\displaystyle (E,\Vert \cdot \Vert )} heißt gleichmäßig konvex, wenn es zu jedem {\displaystyle \varepsilon >0} ein {\displaystyle \delta >0} gibt, so dass folgendes gilt:
Sind {\displaystyle x,y\in E} mit {\displaystyle \|x\|\leq 1}, {\displaystyle \|y\|\leq 1} und {\displaystyle \left\|{\tfrac {1}{2}}(x+y)\right\|>1-\delta }, so folgt {\displaystyle \|x-y\|<\varepsilon }.
Dies ist eine Eigenschaft der Norm. Geht man zu einer äquivalenten Norm über, so kann diese Eigenschaft verlorengehen, wie die beiden eingangs betrachteten Beispiele zeigen.

## Beispiele
- Leicht zeigt man mittels der Parallelogrammgleichung, dass Innenprodukträume gleichmäßig konvex sind.

- J. A. Clarkson hat diese Eigenschaft für die Banachräume Lp[0,1] , {\displaystyle 1<p<\infty }, nachgewiesen (Satz von Clarkson).[2] Ein einfacherer Beweis ergab sich als Konsequenz der 1956 bewiesenen Hanner-Ungleichungen durch Olof Hanner. Diese Aussage ist 1950 von E. J. McShane wesentlich verallgemeinert worden. Ist {\displaystyle E} ein gleichmäßig konvexer Raum, {\displaystyle \mu } ein beliebiges positives Maß, {\displaystyle 1<p<\infty }, so ist auch {\displaystyle L^{p}(\mu ,E)} gleichmäßig konvex. Dabei ist {\displaystyle L^{p}(\mu ,E)}  der Banachraum der Äquivalenzklassen messbarer Funktionen {\displaystyle f} mit Werten in {\displaystyle E}, so dass {\displaystyle \int _{E}\|f(x)\|^{p}\,d\mu (x)<\infty }.

- 1967 hat C. A. McCarthy die gleichmäßige Konvexität für die Schatten-Klassen mit {\displaystyle 1<p<\infty } nachgewiesen.[3]

## Satz von Milman
David Milman hat eine folgende wichtige Eigenschaft gleichmäßig konvexer Räume bewiesen:
Satz von Milman: Gleichmäßig konvexe Banachräume sind reflexiv.
Dieses Resultat ist unabhängig von Milman auch von Billy James Pettis (1913–1979) gefunden worden, weshalb man manchmal auch vom Satz von Milman-Pettis spricht. Die Klasse der gleichmäßig konvexen Räume ist echt kleiner als die Klasse der reflexiven Räume, denn es gibt reflexive Banachräume, die nicht isomorph zu gleichmäßig konvexen Räumen sind.
Man kann sogar zeigen, dass gleichmäßig konvexe Banachräume die Banach-Saks-Eigenschaft haben (ein Satz von S. Kakutani) und dass Banachräume mit Banach-Saks-Eigenschaft reflexiv sind (ein Satz von T. Nishiura and D. Waterman).

## Der Approximationssatz
Die folgenden Aussagen, die auch als Approximationssatz bezeichnet werden, zeigen die Bedeutung der gleichmäßig konvexen Räume für die Approximationstheorie. Viele Approximationsprobleme lassen sich so umformulieren, dass in einer konvexen Menge (z. B. in einem Unterraum) ein Vektor zu finden ist, der zu einem gegebenen Vektor kürzesten Abstand hat. Es gelten folgende Aussagen für einen reellen normierten Raum {\displaystyle E}, {\displaystyle x\in E} und eine abgeschlossene und konvexe Teilmenge {\displaystyle Y\subset E}:
- Eindeutigkeit: Ist {\displaystyle E} strikt konvex, so gibt es höchstens ein {\displaystyle y_{0}\in Y} mit {\displaystyle \|x-y_{0}\|=\inf _{y\in Y}\|x-y\|}.
- Existenz: Ist {\displaystyle E} ein gleichmäßig konvexer Banachraum, so gibt es ein (nach obigem eindeutig bestimmtes) {\displaystyle y(x)\in Y} mit {\displaystyle \|x-y_{0}\|=\inf _{y\in Y}\|x-y\|}. (Dazu beachte man, dass gleichmäßig konvexe Räume strikt konvex sind.)
- Stetigkeitsaspekt: Ist {\displaystyle E} ein gleichmäßig konvexer Banachraum und {\displaystyle Y\subset E} ein in {\displaystyle E} abgeschlossener normierter Teilraum, so ist die Proximumsabbildung {\displaystyle x\mapsto y(x)}, die jedem {\displaystyle x\in E} das (zuvor beschriebene) {\displaystyle y(x)\in Y} zuordnet, stetig.[7]

## Konvexitätsmodul
Man setzt für eine Zahl {\displaystyle 0\leq \alpha \leq 2}
{\displaystyle \delta _{E}(\alpha ):=\inf {\Big \{}1-{\frac {1}{2}}\|x+y\|\,{\Big \vert }\,x,y\in E,\|x\|\leq 1,\|y\|\leq 1,\|x-y\|=\alpha {\Big \}}}
und nennt die dadurch definierte Funktion {\displaystyle \delta _{E}\colon [0,2]\rightarrow [0,1]} den Konvexitätsmodul von {\displaystyle E}. Für gleichmäßig konvexe Räume gilt definitionsgemäß {\displaystyle \delta _{E}(\alpha )>0} für alle {\displaystyle \alpha >0} und man kann zeigen, dass der Konvexitätsmodul eine monotone Funktion ist, sogar die Abbildung {\displaystyle \alpha \mapsto \delta _{E}(\alpha )/\alpha } ist monoton.
Ein Satz von M. I. Kadec stellt eine notwendige Bedingung für die unbedingte Konvergenz von Reihen in gleichmäßig konvexen Räumen dar:
Ist {\displaystyle (x_{n})_{n\in \mathbb {N} }} eine Folge in einem gleichmäßig konvexen Raum {\displaystyle E} mit {\displaystyle \|x_{n}\|\leq 2} für alle {\displaystyle n\in \mathbb {N} } und ist die Reihe {\displaystyle \textstyle \sum _{n\in \mathbb {N} }x_{n}} unbedingt konvergent, so gilt {\displaystyle \textstyle \sum _{n\in \mathbb {N} }\delta _{E}(\|x_{n}\|)<\infty }.

## Weitere Raumklassen
Die hier besprochene gleichmäßige Konvexitätsbedingung ist die stärkste unter mehreren Konvexitätsbedingungen, die zu jeweils anderen Raumklassen führen. Insbesondere ergibt sich, dass gleichmäßig konvexe Räume strikt konvex und stark konvex sind und die Radon-Riesz-Eigenschaft haben.